# I. e. 662
Évszázadok: i. e. 8. század – i. e. 7. század – i. e. 6. század
Évtizedek: i. e. 710-es évek – i. e. 700-as évek – i. e. 690-es évek – i. e. 680-as évek – i. e. 670-es évek – i. e. 660-as évek – i. e. 650-es évek – i. e. 640-es évek – i. e. 630-as évek – i. e. 620-as évek – i. e. 610-es évek
Évek: i. e. 667 – i. e. 666 – i. e. 665 – i. e. 664 –  i. e. 663 – i. e. 662 – i. e. 661 – i. e. 660 – i. e. 659 – i. e. 658 – i. e. 657